# Nikolaj Zabolockij
Nikolaj Alekseevič Zaboloc'kij (in russo Николай Алексеевич Заболоцкий?; Kazan', 7 maggio 1903 – Mosca, 14 ottobre 1958) è stato un poeta, scrittore e traduttore russo.
È considerato «uno dei grandi poeti russi del XX secolo», ma rimane ancora poco conosciuto in Occidente. È «l'ultimo rappresentante della tradizione russa futurista», «l'ultimo modernista russo» e «il primo poeta dell'era sovietica». La sua opera non è di facile classificazione, e forse per questo «non ha avuto abbastanza attenzioni al di fuori della Russia».

## Biografia

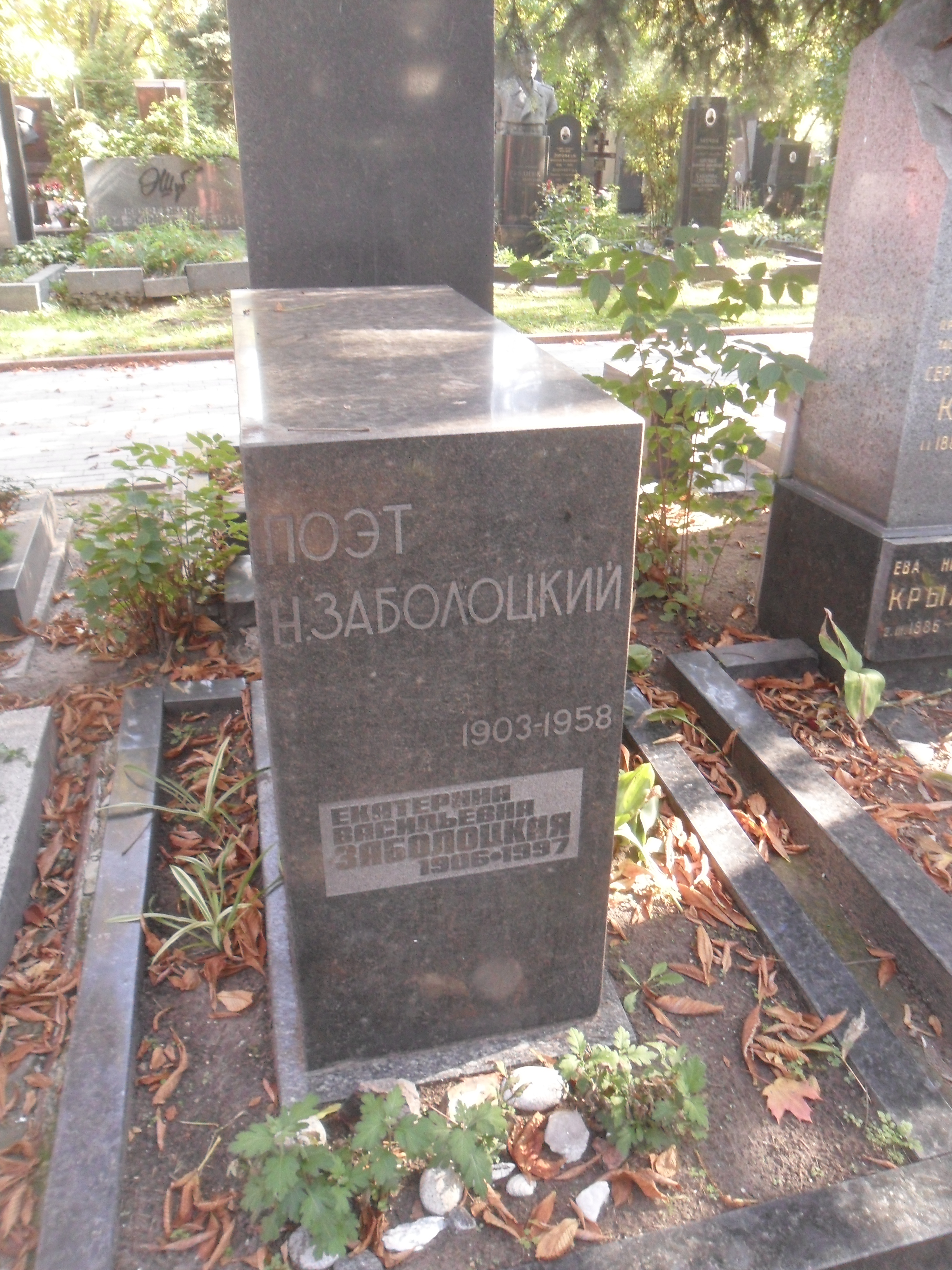
La tomba di Zabolockij

È nato vicino a Kazan' e «ha imparato dalla sua educazione provinciale ad amare la natura e a vedere in essa una parte delle follie dell'uomo». Suo padre, agronomo, «ha servito fedelmente l'Unione Sovietica ed è stato premiato come "eroe del lavoro" nella provincia in cui ha lavorato quarant'anni». Sua madre, maestra di scuola, era simpatizzante del movimento rivoluzionario. Ha frequentato la scuola provinciale, poi l'Istituto Pedagogico Herzen a Leningrado, dove ha cominciato a scrivere poesie, imitando Vladimir Majakovskij, Aleksandr Blok e Sergej Esenin. Si è laureato nel 1925, e dopo un anno nell'Armata Rossa, ha cominciato a collaborare con una casa editrice statale che si occupava di letteratura per l'infanzia.
Le sue prime poesie sono apparse sulle riviste letterarie nel 1927. È entrato nei circoli letterari di Leningrado, e l'amicizia con Daniil Charms e Aleksandr Ivanovič Vvedenskij ha portato alla creazione di OBĖRIU (acronimo per "Associazione per l'arte reale", in russo Объединение реального искусства), l'ultima avanguardia politicamente indipendente (quasi tutti i membri hanno avuto una vita sfortunata).
Nel 1929 è uscita la sua prima opera, Stolbcy ("Colonne"), che gli ha procurato un grande succès de scandal. Negli anni immediatamente successivi Zabolockij ha sentito il bisogno di nuovi stimoli: è stato un grande appassionato letteratura scientifica, ha letto le opere di artisti e pensatori, è entrato in contatto con Kazimir Malevič, Pavel Filonov e Savel'ev. In questi anni ha scritto anche racconti per bambini, come altri oberiuti, la cui potenza immaginativa ben si adattava alla percezione del mondo dei bambini.
Nel 1937 è accusato di appartenere a un gruppo sovversivo, viene arrestato e mandato al confino in un gulag nei pressi di Qaraǧandy.
Dopo il ritorno dall'esilio, ha cominciato a fare il traduttore e ha pubblicato nuove poesie, nel 1948 e nel 1957. È morto per un infarto nel 1958 a Tarusa, dove si era stabilito due anni prima.

## I due Zabolockij
Zabolockij credeva che «la ragione umana avesse il dovere di cambiare la natura, ma l'uomo in cambio doveva imparare dalla natura». Zabolockij era interamente consacrato alla sua arte; la sua era una vita appartata, ma «era un uomo pieno di ironia e ottimismo», anche nei momenti difficili.
L'opera di Zabolockij si può dividere in due periodi. Dal 1926 al 1933 «la straordinaria combinazione di semplicità classica e linguaggio surrealista, di metrica tradizionale e sincopi non convenzionali, lo hanno reso uno dei più originali poeti sovietici».  «Apparentemente inarticolata, estremamente irrazionale, a volte assurda e grottesca», la sua poesia è stata alla fine degli anni Venti una voce fuori dal coro, non conforme alle tendenze realistiche del periodo. Zabolockij apparteneva al ristretto gruppo di «poeti moderni difficili ed è, come Boris Pasternak, un poeta per i poeti». È stato un «innovatore», con la sua «nervosa, frammentaria, surrealistica visione del mondo urbano sovietico». È una visione «sospesa tra satira e disperazione». Le cose più comuni e semplici della realtà «assumono contorni e forme da incubo». Ben presto la stampa sovietica lo ha dipinto come una persona pericolosa; viene attaccato per la sua non convenzionalità e per i suoi intenti satirici.
Dopo la metà degli anni Trenta, per dieci anni non si sono avute più sue notizie. Durante il lungo esilio, è riuscito a scrivere solo una poesia. 
Le tragiche e complesse esperienze della sua vita hanno sviluppato un lato molto differente della sua personalità letteraria.
La poesia del secondo periodo è semplice e tradizionale, e non ha quasi nulla in comune con quanto ha scritto prima; è marcata da «una grande moderazione e formalità; le irregolarità ritmiche sembrano scomparire; il linguaggio diventa più convenzionale e gli elementi satirici cedono il posto a temi filosofici». Il suo stile cambia. Scrive per lo più sulla natura, sulla morte, sull'immortalità, a volte su ragione e arte, a volte sugli esseri umani. Dopo il gulag, ha preso la pragmatica decisione di salvare l'essenza della sua poesia, celandone le parti più visibili. Zabolockij viene disprezzato per i suoi apparenti compromessi col potere letterario sovietico, che lo hanno portato a scrivere diverse poesie al servizio dello stato.
I critici occidentali generalmente preferiscono il primo Zabolockij, mentre in Unione Sovietica le opere del secondo periodo riscuotono più successo.
In entrambi i periodi, «la sua poesia è tecnicamente un capolavoro». La sua opera è «una brillante combinazione di classico formalismo e fantasia selvaggia, che inserisce in un elegante cornice ottocentesca con elementi bizzarri e assurdi tipici di surrealisti, espressionisti, dadaisti».

## Opere
Il suo primo libro, Stolbcy ("Colonne") è stato pubblicato nel 1929 e poi ritirato e vietato. L'opera è un ciclo di meno di venti poesie, composte tra il 1926 e il 1928. Queste poesie sulla grande città «illuminano in modo grottesco e in flash apparentemente disconnessi il degrado di un mondo sottosopra»: Leningrado negli ultimi anni della Nuova politica economica (NEP). L'opera è caratterizzata da una dispettosa irriverenza verso le convenzioni sociali, gli stereotipi e le istituzioni. Parole animate e inanimate sono ugualmente vive nella sua poesia, e mostrano un'indomita volontà. Il suo spirito irrazionale lo rende vicino a Daniil Charms e Aleksandr Vvendenskij, mentre l'antropomorfismo richiama il primitivismo di Velimir Chlebnikov. La poesia I segni dello zodiaco si cancellano, un'assurda ballata, fornirà nel 1996 le parole per una canzone russa pop.
Toržestvo zemledelija ("Il trionfo dell'agricoltura"), pubblicato su Zvezda nel 1933, descrive la trasformazione di una fattoria collettiva in un idillio, dove sbocciano le arti. Il numero di Zvezda contenente Toržestvo zemledelija è stato confiscato e sostituito con una versione mutilata. Il poema segna l'inizio delle difficoltà con il potere e un cambiamento di stile; è stato accolto con indignazione ed è stato letto come un'iperbole ironica; i critici sovietici l'hanno attaccato come una pericolosa «satira sulla collettivizzazione». In seguito, soprattutto in Occidente, altri critici hanno considerato il poema come «una visione utopica di una natura libera da sofferenze e completamente assimilata dal genere umano».
Dopo l'esilio, si è dedicato alla traduzione del medievale Canto della schiera di Igor nel moderno verso russo; poi ha tradotto il poema epico georgiano Il cavaliere dalla pelle di pantera di Shota Rustaveli, e le opere di altri poeti georgiani come Vazha-Pshavela, Grigorij Orbeliani, Davit Guramishvili. Nel 1948 e nel 1957 ha pubblicato  meditazioni liriche la cui caratteristica principale è la gaia sobrietà, e che riflettono sul rapporto tra uomo e natura, e tra ragione e spontaneità.